# Коваленко, Михаил Иванович (Герой Социалистического Труда)
Михаил Иванович Коваленко (21 ноября 1914, село Надточаевка, теперь Шполянского района Черкасской области — 8 мая 2001, Киев) — украинский советский деятель, новатор сельскохозяйственного производства, председатель колхоза «Память Ленина» Черкасского района Черкасской области. Депутат Верховного Совета УССР 5-го созыва. Герой Социалистического Труда (26.02.1958). Кандидат экономических наук.

## Биография
Родился в крестьянской семье в ноябре 1914 года. Окончил семилетнюю школу в селе Матусов Шполянского района.
В 1930—1933 годах учился в Черкасском планово-экономическом техникуме, после окончания которого некоторое время работал на производстве.
С 1934 по 1939 год — студент плодоовощевого факультета Уманского с.-х. института.
В 1939 году — агроном Ротмистровского районного земельного отдела Киевской области.
С 1939 года — в рядах Советской армии. В 1941 году служил танкистом в 9-м танковом полку 9-й танковой бригады в городе Алитусе Литовской ССР. Участник Великой Отечественной войны с 1941 года. Служил старшиной и начальником хозяйственного снабжения бронепоездов «Щорс» и «Котовский» 44-го отдельного Клайпедского дивизиона бронепоездов 43-й и 4-й Ударной армий Западного, Воронежского, Юго-Западного, 1-го Прибалтийского фронтов.
Член ВКП(б) с 1943 года.
С марта 1946 по 1950 год — главный агроном Черкасского районного земельного отдела Киевской области.
В 1950—1971 годах — председатель укрупненного колхоза «Память Ленина» села Вергуны Черкасского района Черкасской области.
Избирался депутатом Черкасского областного совета, членом Черкасского обкома и райкома КПУ, членом Союзного совета колхозов.
Потом — на пенсии. Похоронен в Киеве на Байковом кладбище.